# جائزة اليونسكو - الفوزان العالمية
جائزة اليونسكو - الفوزان العالمية هي جائزة عالمية أطلقتها مؤسسة الفوزان بالتعاون مع منظمة الأمم المتحدة للتربية والعلم والثقافة (اليونسكو).